# Lis Verhoeven
Lis Verhoeven (Frankfurt am Main, 1931. március 11. – 2019. július 2.) német színésznő.

## Fontosabb filmjei
- Der fröhliche Weinberg (1952)
- Vergiß die Liebe nicht (1953)
- Die Zeit und die Conways (1960, tv-film)
- Bedaure, falsch verbunden (1962, tv-film)
- Mauern (1963, tv-film)
- Ein langer Tag (1964, tv-film)
- Campingplatz (1964, tv-film)
- Hafenpolizei (1964, tv-sorozat, egy epizódban)
- Machenschaften (1965, tv-film)
- Bethanien (1966, tv-film)
- Crumbles letzte Chance (1967, tv-film)
- Tag für Tag (1969, tv-film)
- Ferdinand Graf von Zeppelin - Stunde der Entscheidung (1970, tv-film)
- Zwei Briefe an Pospischiel (1971, tv-film)
- Berlin, Keithstrasse 30 (1972, tv-sorozat, 13 epizódban)
- Pulle + Pummi (1972, tv-film)
- Verdacht gegen Barry Croft (1972, tv-film)
- Marie (1972, tv-film)
- Im Schillingshof (1973, tv-film)
- A felügyelő (Der Kommissar) (1973, 1975, tv-sorozat, két epizódban)
- Zum kleinen Fisch (1977, tv-sorozat, 13 epizódban)
- Vorsicht! Frisch gewachst! (1978, tv-sorozat)
- Tetthely (Tatort) (1978, tv-sorozat, egy epizód)
- Die Magermilchbande (1979, tv-sorozat, két epizódban)
- Két férfi, egy eset (Ein Fall für zwei) (1982–1983, tv-sorozat, két epizódban)
- Die Zeiten ändern sich (1983, tv-film)
- Derrick (1985–1996, tv-sorozat, három epizódban)
- Um die 30 (1995, tv-sorozat)
- Der Bulle von Tölz (2003, tv-sorozat, egy epizódban)